# Каспийски тюлен
Каспийският тюлен (Pusa caspica) е вид от групата на същинските тюлени. Ендемит е за Каспийско море. През зимата, ранната пролет и късната есен тюленът мигрира към северната част на морето, където ледът е по-дебел, особено към устиетата на Волга и Урал, до Волгоград и на до 200 km по течението на Урал. През пролетта той живее на юг. Той е застрашен от изчезване. Един от основните фактори за намаляването на вида е замърсяването на Каспийско море.

## Обща характеристика
Дължината на тялото на каспийския тюлен е 120 – 148 m, а теглото му е 50 – 60 кг. Размерите на самките и самците са почти еднакви. Окраската на тялото е сиво-кафява със светлокафяви и тъмни петна. За възрастните екземпляри са обичайни многочисленост на петната, които са с неправилна форма и различна големина. Живее до 50 години.